# Killing Stacy
|  | Denne artikel er oprettet af botten Steenthbot ud fra en ekstern database. Den kan derfor have sproglige fejl eller mangler. Denne skabelon kan fjernes efter kontrol af indholdet. |

Killing Stacy er en dansk kortfilm fra 2019 instrueret af Liva Haue og Alexander Sørensen.

## Handling
Marcus er guitarist og ledende kraft i det kæmpende rockband Killing Stacy. På aftenen hvor de skal spille deres hidtil største koncert falder alt fra hinanden, og Marcus prøver desperat på at redde showet. Hvad hans bandmates dog ikke ved er, at Marcus har accepteret et tilbud om at forlade Killing Stacy for at slutte sig til et langt mere prominent band - på den betingelse at han spiller en succesfuld koncert. Kan Marcus samle sine venner og overkomme deres dysfunktionalitet, alt sammen for at forlade dem?

## Medvirkende
- Marco Marc, Marcus
- Marie-Louise Damgaard, Mina
- Bastian Bertelsen, Bastian
- Stefan David, Andreas
- Filippa Rye Rønhof, Ada Bach
- Kasper Løfvall Stensbirk, DJ Stalker
- Emilie Ravn Rosling, Louise
- Kasper Lindved Jensen, Kasper
- Lars Ljungdahl, Johnny
- Rasmus Rask, Scenechef